# 최석찬
최석찬(崔碩燦, 1961년 6월 4일 ~ )은 대한민국의 정치인이다. 제7·8대 동해시의원을 역임했다.

## 학력
- 태백기계공업고등학교 정밀기계학과 졸업
- 사이버한국외국어대학교 지방행정·의회학과 졸업

## 경력
- 민주당 강원도당 동해시/삼척시 지역위원회 사무국장
- 2014.07 ~ 2018.06: 제7대 강원도 동해시의회 의원
  - 2016.07 ~ 2018.06: 제7대 강원도 동해시의회 후반기 부의장
- 2018.07 ~ 2022.04: 제8대 강원도 동해시의회 의원
  - 2018.07 ~ 2020.06: 제8대 강원도 동해시의회 전반기 의장

## 역대 선거 결과
|  | 20.02% |

|  | 25.63% |

|  | 17.91% |